# Gogri Jamalpur
Gogri Jamalpur is een notified area in het district Khagaria van de Indiase staat Bihar. 

## Demografie
Volgens de Indiase volkstelling van 2001 wonen er 31.093 mensen in Gogri Jamalpur, waarvan 53% mannelijk en 47% vrouwelijk is. De plaats heeft een alfabetiseringsgraad van 48%. 